# Akita
Akita (japonsky: 秋田市; Akita-ši) je hlavní město prefektury Akita v regionu Tóhoku v Japonsku.
1. října 2007 mělo město 329 452 obyvatel a hustotu osídlení 364 ob./km². Celková rozloha města je 905,67 km².
Akita získala status města 1. dubna 1889. Už od středověku patřila Akita k nejdůležitějším střediskům regionu Tóhoku. Klany Ašina a Satake měly své sídlo na místě dnešní Akity. Město Akita je spojené též s významným mariánským zjevením.

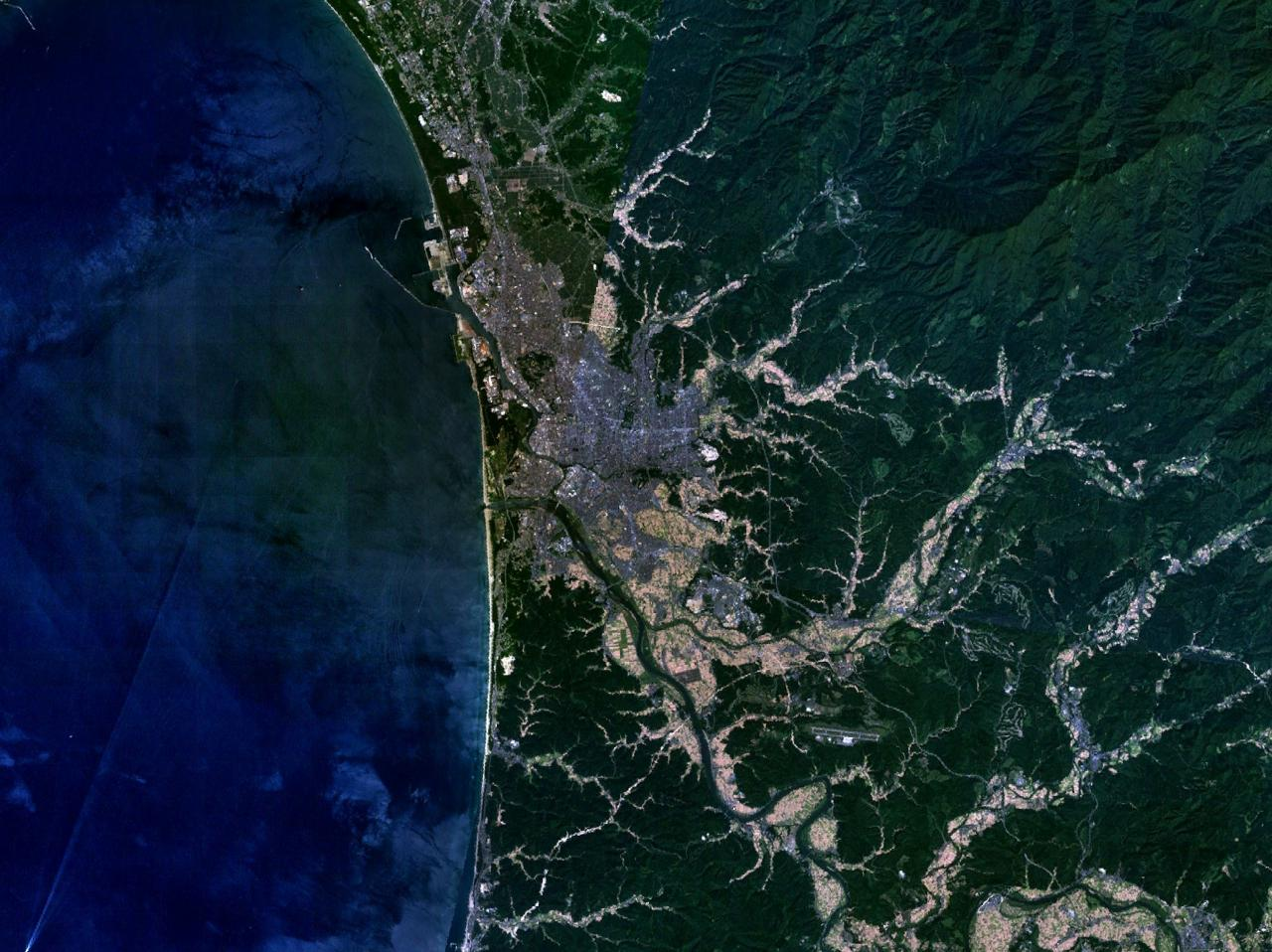
Satelitní snímek města Akita

## Historie

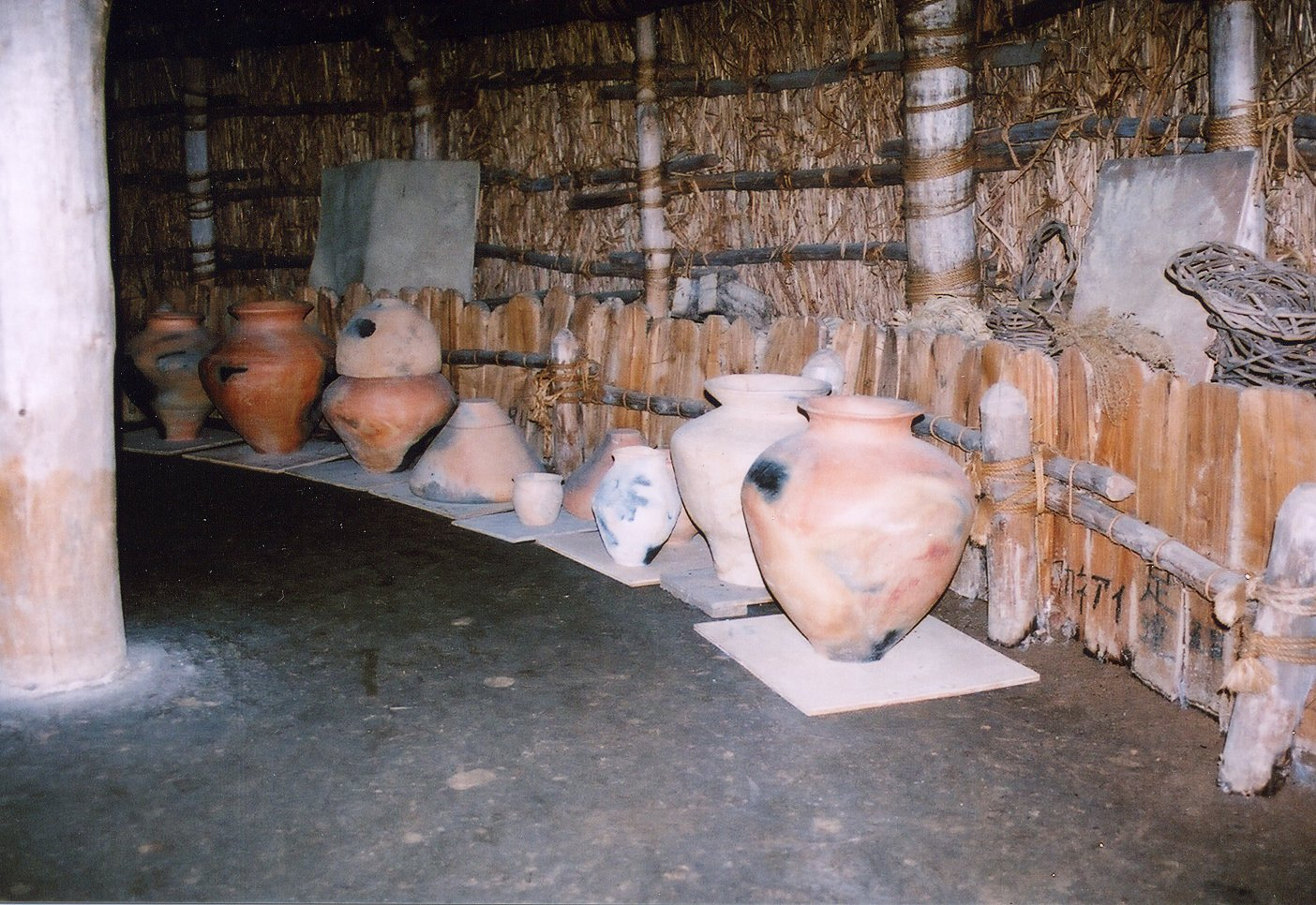
Nálezy z doby Džómon a Jajoi v Džizódenu

Akita, jak ji známe dnes, byla součástí staré provincie Dewa, zahrnující i prefekturu Jamagata. Z dob Džómon a Jajoi se zachoval Džizóden – archeologicky významné místo na jižním okraji města, dnes turisticky oblíbené. V období Nara nechal dvůr Jamato postavit v roce 733 př. n. l. hrad Akita, dnes přejmenován na hrad Kubota, aby tak mohl ovládat a kontrolovat původní obyvatelstvo – kmeny Emiši. V době Tokugawského šógunátu kolem hradu postupně rostlo město se stejnojmenným názvem, později v roce 1871 přejmenováno na dnešní Akitu.

## Hospodářství
Akita leží v blízkosti nejdůležitějších ropných polí v Japonsku. K hlavním průmyslovým odvětvím ve městě patří zpracování ropy, dřevařství, kovodělný průmysl a výroba hedvábí.

## Partnerská města
- Lan-čou, Čína (od 5. srpna 1982)
- Passau, Německo (od 8. dubna 1984)
- Kenai, USA (od 22. ledna 1992)
- Vladivostok, Rusko (od 29. června 1992)